# Leopoldine von Sternberg

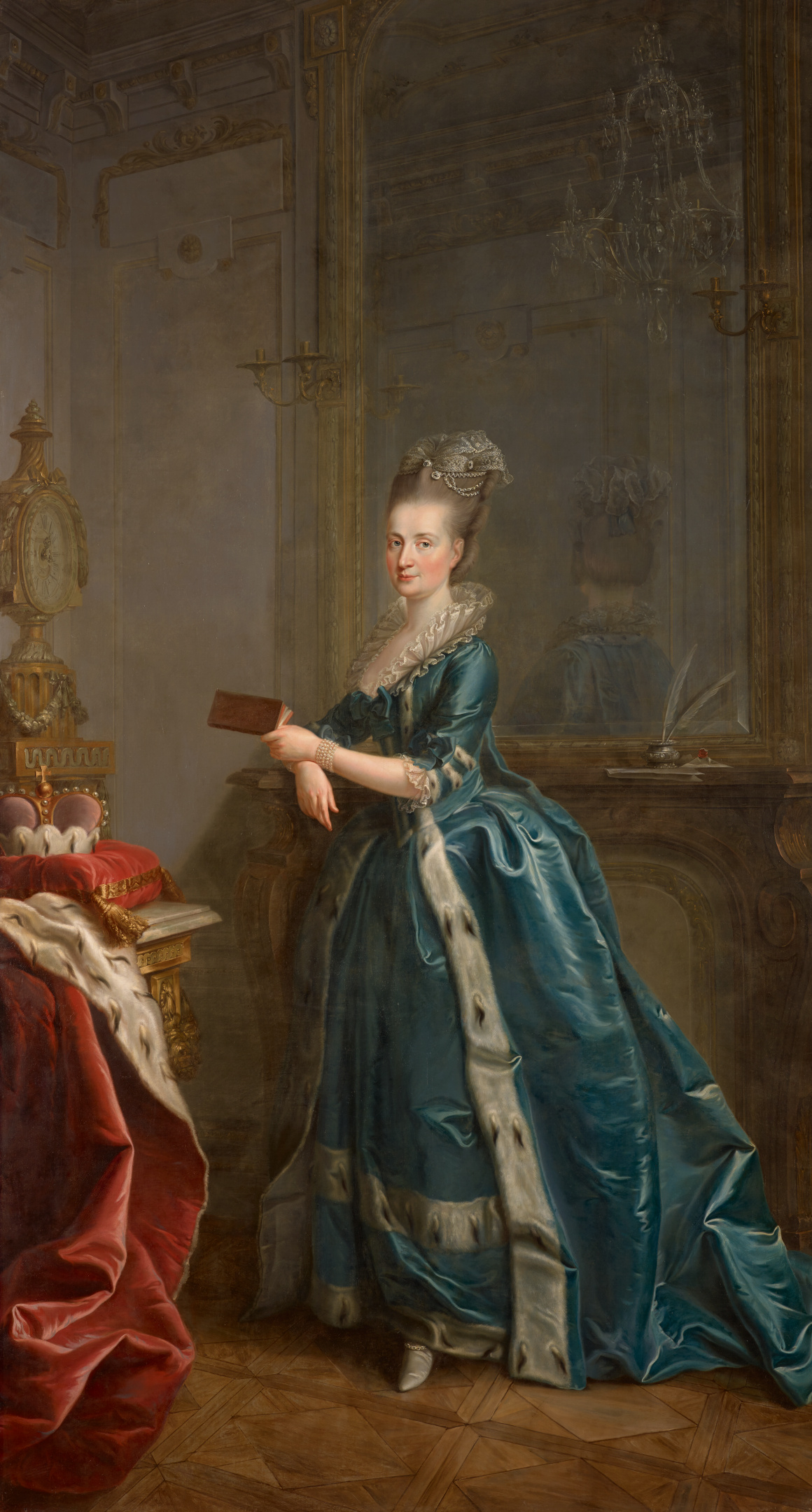
Leopoldine von Sternberg, Fürstin von Liechtenstein (Gemälde von Friedrich Oelenhainz 1776)

Gräfin Leopoldine von Sternberg (Maria Leopoldina Walburga Eva; * 11. Dezember 1733 in Wien; † 27. Juni 1809 auf Schloss Feldsberg) war durch Heirat Fürstin von Liechtenstein.

## Biografie
Leopoldine war eine Tochter des Grafen Franz Philipp von Sternberg (1708–1786) und dessen Gattin Maria Leopoldina, geborene Gräfin von Starhemberg (1712–1800). Am 6. Juli 1750 heiratete sie in Feldsberg Fürst Franz Joseph von und zu Liechtenstein (1726–1781), Sohn des Fürsten Emanuel von und zu Liechtenstein (1700–1771) und dessen Gattin Maria Antonia, geborene Gräfin von Dietrichstein (1706–1777). Aus der Ehe gingen acht Kinder hervor.
Als 1772 Fürst Joseph Wenzel ohne einen männlichen Erben hinterlassen zu haben, starb, trat ihr Gatte die Nachfolge als regierender Fürst und Majoratsherr des Hauses Liechtenstein an. Leopoldine gehörte dem Damenzirkel der Fünf Fürstinnen an, in dem Kaiser Joseph II. während zwei Jahrzehnten Entspannung von seinen Regierungsgeschäften fand. Die Sommermonate verbrachte sie auf den Schlössern Feldsberg und Eisgrub. Sie galt als glänzende Gastgeberin von Soiréen. 1781 begleitete sie ihren Gatten nach Spa, um sich in den dortigen Heilbädern zu erholen. Auf der anschließenden Reise nach Paris verstarb ihr Gatte im Alter von 54 Jahren.
Nach den Bestimmungen ihres Gatten genoss sie eine Witwenrente von 12.000 Gulden. Ihre letzten Lebensjahre verbrachte sich zumeist bei ihrer jüngsten Tochter in Hütteldorf bei Wien, wo sie ein Anwesen mit Garten besaß, und in einem Landhaus in Neuwaldegg, das sich in der Nähe zum Wohnsitz des befreundeten Feldmarschalls Graf Franz Moritz von Lacy befand. Leopoldine verstarb am 27. Juni 1809 auf Schloss Feldsberg. Ihr zunächst in der Schlosskapelle beigesetzter Leichnam wurde aufgrund einer testamentarischen Anordnung 1810 nach Hütteldorf überführt und bei der Pfarrkirche St. Andreas Apostel bestattet.

## Nachkommen

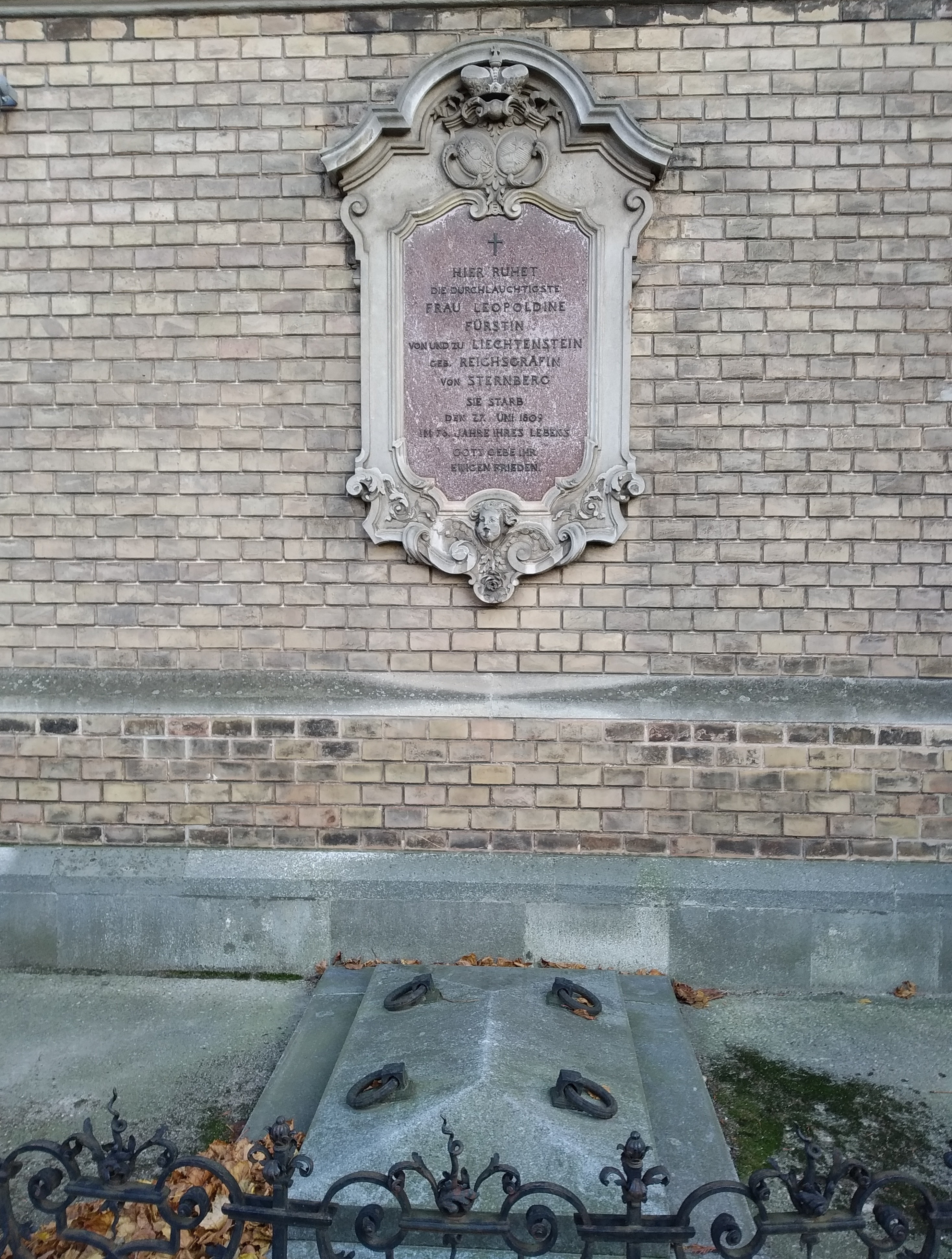
Grabmal

- Joseph (* 6. Juli 1752; † 17. Februar 1754)
- Leopoldina (* 30. Januar 1754; † 16. Oktober 1823) ⚭ 1771 Landgraf Karl Emmanuel von Hessen-Rotenburg (1746–1812)
- Antonia  (* 14. März 1756; † 1. Dezember 1821), Pröpstin von Stift Rellinghausen
- Franz Joseph (* 19. Mai 1758; † 15. August 1760)
- Alois I. (* 14. Mai 1759; † 24. März 1805) ⚭ 1783 Gräfin Karoline von Manderscheid-Blankenheim (1768–1831)
- Johann I. Joseph (* 27. Juni 1760; † 20. April 1836) ⚭ 1792 Landgräfin Josepha zu Fürstenberg (1776–1848)
- Philipp (* 2. Juli 1762; † 18. Mai 1802), unverheiratet
- Maria Josepha (* 13. April 1768; † 8. August 1845) ⚭ 1783 Fürst Nikolaus II. Esterházy de Galantha (1765–1833)